# New Dark Ages (canción)
«New Dark Ages» es una canción del grupo de punk rock Bad Religion perteneciente a su decimocuarto álbum titulado New Maps of Hell, que fue lanzado en 2007. Es el segundo sencillo del álbum y habla del fracaso de la sociedad actual al ser una sociedad racional, comparándola con la edad oscura (de allí el nombre de la canción en esopañol: "Nueva edad oscura").